# Fotosfera

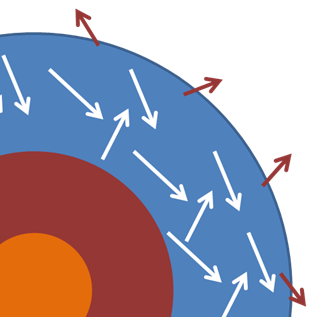
Taronja: Zona radioactiva. Vermell: Zona de convecció. Blau: Fotosfera, on els fotons tenen llibertat per escapar cap a l'exterior (fletxes vermelles). Nota: Les capes no estan a escala.

La fotosfera és la zona des de la qual s'emet pràcticament tota la llum visible del Sol i es considera com la «superfície» solar, la qual, vista amb el telescopi, es presenta formada per grànuls brillants que es projecten sobre un fons més fosc. A causa de l'agitació de la nostra atmosfera, estos grànuls pareixen estar sempre en agitació. Ja que el Sol és gasós, la fotosfera és un poc transparent: pot ser observada fins a una profunditat d'uns centenars de quilòmetres abans de tornar-se completament opaca. Encara que el limbe del Sol apareix prou nítid en una fotografia o en la imatge solar projectada amb un telescopi, es nota fàcilment que la brillantor del disc solar disminuïx cap al limbe. Aquest fenomen d'enfosquiment del limbe és conseqüència que el Sol és un cos gasós amb una temperatura que disminuïx amb la distància al centre. La llum que es veu en el centre procedeix en la major part de les capes inferiors de la fotosfera, més calenta i, per tant, més lluminosa. Però en mirar cap al limbe, la direcció visual de l'observador és quasi tangent a la vora del disc solar i està mirant cap a les capes superiors de la fotosfera, que estan més fredes i emeten amb una intensitat menor que les capes més profundes en la base de la fotosfera; per esta raó, el limbe apareix menys brillant que el centre. La fotosfera té uns 100 o 200 km de profunditat.
El signe més evident d'activitat en la fotosfera són les taques solars.